# مقاطعة كليبورن (ميسيسيبي)
مقاطعة كليبورن هي مقاطعة في مسيسيبي، بلغ عدد سكانها 9٬604  نسمة، في 2010، عاصمتها بورت جيبسون، تبلغ مساحتها 1٬299 كيلومتر مربع.

## الموقع
تشترك في الحدود مع:
- مقاطعة وارن (ميسيسيبي)
- مقاطعة جيفرسون (ميسيسيبي).

## التقسيمات الإدارية
- بورت جيبسون.

## أعلام
- بنجامين جي. همفريز
- أندرو بريسكو